# وستینگهاوس
شرکت وستینگهاوس الکتریک (به انگلیسی: Westinghouse Electric Corporation) یک شرکت آمریکایی بود که در سال ۱۸۸۶ توسط جرج وستینگهاوس تأسیس شد و در ساخت تجهیزات برقی، رادارها، نیروگاه‌ها، و موتور هواپیما سابقهٔ طولانی داشت. این شرکت در سال ۱۹۹۵ مجموعه رسانه‌ای سی‌بی‌اس را خریداری کرد و از سال ۱۹۹۷ با نام «شرکت سی‌بی‌اس» به فعالیت ادامه داد. اغلب بخش‌های غیررسانه‌ای وستینگهاوس به تدریج به شرکت‌های دیگر فروخته شد. در سال ۱۹۹۶ میلادی، بخش سیستم‌های الکترونیکی دفاعی این شرکت به شرکت هوانوردی نورثروپ گرامن فروخته شد که در حال حاضر به عنوان یک شرکت جداگانه با نام سیستم‌های الکترونیکی نورتروپ گرومن فعالیت می‌کند.
در سال ۱۹۹۸ میلادی، بیشتر سهام بخش انرژی هسته‌ای این شرکت هم فروخته شد. در حال حاضر نیز آن بخش‌های فروخته شده، با نام کمپانی وستینگهاوس الکتریک در اختیار شرکت ژاپنی توشیبا قرار دارد. از سال ۲۰۱۹ نام جدید شرکت، به ویاکام سی‌بی‌اس، تغییر یافت.

## تاریخچه
وستینگهاوس توسط کارآفرین موفق آمریکایی به نام جرج وستینگهاوس راه‌اندازی شد و اولین حوزه کاری آن‌ها صنعت ریلی بود. او در ۲۲ سالگی بدون هیچ‌گونه تحصیلات آکادمیکی یک ترمز بادی برای قطار طراحی کرد که باعث شهرت وی شد. در آن زمان، توماس ادیسون روی جریان برق مستقیم کار می‌کرد و نیکولا تسلا به‌عنوان یکی از همکاران وستینگهاوس در مورد جریان متناوب ایده‌پردازی می‌نمود. کم‌کم دامنه فعالیت وستینگهاوس گسترش پیدا کرد و به تولید لوازم برقی روی آورد و در سال‌های پس از آن، یکی از برندهای لوازم خانگی معروف در آمریکا به حساب می‌آمد.

## یادداشت ها
1. ↑  Second incarnation of CBS, formed as a legal successor of Viacom in 2006.
2. ↑  As the original "CBS Corporation".